# Горбачи (Краснинский район)
Горбачи — деревня в Краснинском районе Смоленской области России. Входит в состав Волковского сельского поселения. По состоянию на 2007 год постоянного населения не имеет. 
Расположена в западной части области в 16 км к северо-востоку от Красного, в 11 км южнее автодороги М1 «Беларусь», на берегу реки Днепр. В 7 км севернее деревни расположена железнодорожная станция Воронино на линии Москва — Минск. 

## История
В годы Великой Отечественной войны деревня была оккупирована гитлеровскими войсками в июле 1941 года, освобождена в сентябре 1943 года.